# Казанка (Баймакский район)
Каза́нка (баш. Казанка) — деревня Мукасовского сельсовета Баймакского района Республики Башкортостан России.

## Географическое положение
Расположена на юго-востоке республики, у впадении реки Самайки в реку Худолаз, в 30 км от районного центра города Баймака и в 6 км от города Сибая.

## История
Основана в начале XIX века. В 1920 году в деревне проживало 354 жителя в 16 дворах.

## Население
| 2002 | 2009 | 2010 |
| ---- | ---- | ---- |
| 400  | ↗441 | ↘417 |

Национальный состав
Согласно переписи 2002 года, преобладающие национальности русские (40 %) и башкиры (54 %)